# Empirische Verteilung (zufälliges Maß)
Die empirische Verteilung ist ein zufälliges Maß in der Stochastik, einem Teilgebiet der Mathematik. Sie bildet eine diskrete Wahrscheinlichkeitsverteilung, deren genaue Struktur von mehreren Zufallsvariablen abhängt. Erst bei dem Übergang zu Realisierungen der Zufallsvariablen ist die Wahrscheinlichkeitsverteilung eindeutig bestimmt und dann die empirische Verteilung einer Stichprobe. Die empirische Verteilung spielt eine wichtige Rolle im Bereich zwischen Wahrscheinlichkeitstheorie und Statistik. So kann beispielsweise der Erwartungswert der empirischen Verteilung unter Umständen als Schätzfunktion für den Erwartungswert der zugrunde liegenden Zufallsvariable genutzt werden.

## Definition
Gegeben seien reelle Zufallsvariablen {\displaystyle X_{1},X_{2},\dots ,X_{n}}.
Dann heißt
{\displaystyle L:={\frac {1}{n}}\sum _{i=1}^{n}\delta _{X_{i}}}
die empirische Verteilung von  {\displaystyle X_{1},X_{2},\dots ,X_{n}}. Besitzen alle Zufallsvariablen dieselbe Verteilung, so wird teils auch lediglich der Stichprobenumfang {\displaystyle n} und eine Zufallsvariable angegeben.
Etwas allgemeiner wird die empirische Verteilung auch für Zufallsvariablen mit Werten in polnischen Räumen definiert.

## Abgrenzung
Als empirische Verteilung wird auch noch die diskrete Wahrscheinlichkeitsverteilung
{\displaystyle P={\frac {1}{n}}\sum _{i=1}^{n}\delta _{x_{i}}}
mit {\displaystyle x=(x_{1},x_{2},\dots ,x_{n})\in \mathbb {R} ^{n}} bezeichnet. Diese sei hier als empirische Verteilung der Stichprobe {\displaystyle x} bezeichnet. Die empirische Verteilung der Zufallsvariablen und die empirische Verteilung der Stichprobe stehen in engem Zusammenhang. Die empirische Verteilung der Stichprobe entsteht, wenn man von der (unbestimmten) Zufallsvariable {\displaystyle X_{i}} zur Realisierung {\displaystyle x_{i}=X_{i}(\omega )} der Zufallsvariable übergeht.

## Eigenschaften

### Erwartungswert
Der Erwartungswert der empirischen Verteilung ist das Stichprobenmittel, also
{\displaystyle \operatorname {E} (L)={\frac {1}{n}}\sum _{i=1}^{n}X_{i}}

### Median
Der Median der empirischen Verteilung ist der Stichprobenmedian, also
{\displaystyle m_{L}={\begin{cases}X_{({\tfrac {n+1}{2}})}&{\text{ falls }}n{\text{ ungerade }}\\{\tfrac {1}{2}}(X_{({\tfrac {n}{2}})}+X_{({\tfrac {n+1}{2}})})&{\text{ falls }}n{\text{ gerade }}\end{cases}}}.
Hierbei bezeichnet {\displaystyle X_{(i)}} die i-te Ordnungsstatistik.

### Varianz
Die Varianz der empirischen Verteilung ist die (nicht korrigierte) Stichprobenvarianz, also
{\displaystyle \operatorname {Var} (L)={\frac {1}{n}}\sum _{i=1}^{n}X_{i}^{2}-\left({\frac {1}{n}}\sum _{i=1}^{n}X_{i}\right)^{2}}

### Momente
Der k-te Moment der empirischen Verteilung ist gegeben durch
{\displaystyle m_{k}={\frac {1}{n}}\sum _{i=1}^{n}X_{i}^{k}} .
Die Momente der empirischen Verteilung werden auch als Stichprobenmoment bezeichnet.

## Verwendung
Sind die Zufallsvariablen {\displaystyle X_{1},X_{2},\dots ,X_{n}} unabhängig identisch verteilt, so können die Kennzahlen der empirischen Verteilung als Schätzfunktion für die entsprechenden Kennzahlen der Zufallsvariablen {\displaystyle X_{i}} dienen. So ist das Stichprobenmittel der Erwartungswert der empirischen Verteilung und kann als Schätzer für den Erwartungswert der Zufallsvariablen {\displaystyle X_{i}} herangezogen werden.